# Peggy Gou
Ким Мин Чжи (кор. 김민지; Kim Min-ji; род. 3 июля 1991 года), известная как Peggy Gou, — южнокорейский диджей, певица, автор песен и продюсер звукозаписи, живущая в Берлине, Германия. Она выпустила семь мини-альбомов на таких лейблах, как Ninja Tune и Phonica. В 2019 году запустила свой собственный независимый рекорд-лейбл Gudu Records и выпустила сборник в серии DJ-Kicks под названием DJ-Kicks: Peggy Gou, выпущенную на лейбле !K7 Music. Её дебютный альбом I Hear You планируется выпустить 7 июля 2024 года на лейбле XL Recordings.

## Биография
Peggy Gou родилась 3 июля 1991 года в городе Инчхон, Южная Корея, под именем Ким Мин Чжи (кор. 김민지). Её отец, Ким Чан Ён, — бывший журналист, профессор факультета массовых коммуникаций Университета Инчже (Кимхэ) и постоянный член Корейской комиссии по коммуникациям.
Peggy Gou начала заниматься классическим фортепиано в восемь лет. В 14 лет родители отправили её в Лондон (Англия), для изучения английского языка. В 18 лет она вернулась в Корею, но через шесть месяцев вернулась в Лондон, чтобы изучать моду в Лондонском колледже моды (London College of Fashion). После окончания колледжа она работала редактором-корреспондентом в Лондоне для Harper’s Bazaar Korea, а затем переехала в Берлин (Германия).

## Карьера
В 2009 году Peggy Gou научил диджеить её друг из Кореи. Свой первый концерт она дала в Cirque Le Soir в Сохо, а затем еженедельно выступала в The Book Club, Восточный Лондон. В 2013 году она научилась использовать Ableton Live и начала создавать собственные треки. Её первый трек, «Hungboo», был завершён в 2014 году. «Hungboo» был назван в честь героя корейской сказки. Впервые она исполнила трек в Корее на открытии церемонии 2016 Style Icon Awards, где в видеоролике с визуальным искусством принял участие южнокорейский актёр, креативный директор и галерист Ю А Ин, удостоенный этой награды.
В 2017 году Peggy Gou отправилась в свой первый североамериканский тур и дебютировала в Boiler Room в Нью-Йорке. Она стала первым корейским диджеем, сыгравшим в берлинском ночном клубе Berghain. За год она даёт более ста концертов и выступает вместе с такими музыкантами, как Moodymann, The Blessed Madonna и DJ Koze. Впоследствии она выступала на таких фестивалях, как Коачелла, Гластонбери, Sonus в Хорватии, Dekmantel в Амстердаме, Printworks в Лондоне, Ibiza в Испании, Amsterdam Dance Event в Амстердаме, Primavera Sound в Португалии, Sónar в Барселоне, а также на показе американского модельера Вирджила Аблоха Off-White. В интервью Vice она заявила, что предпочитает не лезть в политику и будет выступать только для людей, которые хотят услышать её музыку.
В 2018 году Peggy Gou выпустила свою музыку на лейблах Ninja Tune и Phonica. В том же году песня «It Makes You Forget (Itgehane)» стала лучшим треком на церемонии AIM Independent Music Awards. «It Makes You Forget (Itgehane)» также была включена в треклист игры FIFA 19.
В 2019 году журнал Forbes назвал Peggy Gou одним из азиатских лидеров, первопроходцев и предпринимателей в возрасте до 30 лет.
В декабре 2020 года Peggy Gou присоединилась к новогодним диджейским миксам Apple Music вместе с 21 другим исполнителем электронной музыки. В июне 2021 года она выпустила седьмой сингл «Nabi» с участием О Хёка из корейской инди-рок-группы Hyukoh, а затем трибьют своим подростковым годам «I Go», который она назвала «моим собственным переосмыслением звуков, которые я любила в детстве».
В июне 2023 года Гоу выпустила сингл «(It Goes Like) Nanana» на лейбле XL Recordings с сэмплом из песни немецкого продюсера и диджея Андре Таннебергера 1998 года «9 PM (Till I Come)». Сингл «(It Goes Like) Nanana» имел успех в нескольких странах и достиг первого места голландского хит-парада Dutch Single Top 100 и был номером пять в UK singles chart. Это лид-сингл с её предстоящего дебютного альбома I Hear You, выход которого намечен на 7 июня 2024 года. Песня «I Believe In Love Again» с Ленни Кравицем была выпущена в качестве второго сингла с альбома в ноябре 2023 года, за ней последовал сингл «1+1=11» (с участием в видео датско-исландского художника Олафура Элиассона) в апреле 2024 года.
27 июня 2025 года вышел промосингл «D.A.N.C.E» (тринадцатый трек из саундтрека к фильму «F1»).

## Дискография
Дискография Peggy Gou включает, в том числе, следующие релизы:

### Студийные альбомы
- I Hear You (2024)

### DJ миксы
- DJ-Kicks: Peggy Gou (2019)

### Мини-альбомы
- Art of War (2016)
- Day Without Yesterday / Six O Six (2016)[28]
- Art of War (Part II) (2016)
- Seek for Maktoop (2016)
- Once (2018)
- Moment (2019)

## Награды и номинации
| Награда                          | Год  | Номинация               | Категория                       | Результат | Ссылка                 |
| -------------------------------- | ---- | ----------------------- | ------------------------------- | --------- | ---------------------- |
| BBC Sound of…                    | 2024 | Herself                 | Sound of 2024                   | № 3       | [ 29 ]                 |
| International Dance Music Awards | 2019 | «It Makes You Forget»   | Best Song (Electronic)          | Номинация | [ 30 ]                 |
| International Dance Music Awards | 2019 | Herself                 | Breakthrough Artist Of The Year | Номинация | [ 30 ]                 |
| International Dance Music Awards | 2019 | Herself                 | Best House Artist (Female)      | Номинация | [ 30 ]                 |
| International Dance Music Awards | 2020 | Herself                 | [ 31 ]                          | Номинация |                        |
| International Dance Music Awards | 2020 | «Starry Night»          | [ 31 ]                          | Номинация | Best Song (Electronic) |
| Music Week Awards                | 2023 | Magnum #ClassicsRemixed | Music & Brand Partnership       | Номинация | [ 32 ]                 |
| UK Music Video Awards            | 2019 | «Starry Night»          | Best Color Grading in a Video   | Номинация | [ 33 ]                 |

### DJ MagazineTop 100 DJs
| Год  | Позиция | Примечание | Ссылка |
| ---- | ------- | ---------- | ------ |
| 2019 | 80      | дебют      | [ 34 ] |
| 2020 | 69      | + 11       | [ 34 ] |
| 2021 | 38      | + 31       | [ 34 ] |
| 2022 | 24      | + 14       | [ 34 ] |
| 2023 | 9       | + 15       | [ 34 ] |